# Illesházyové
Illesházyové (uvádění též jako Illésházy nebo Illyesházy, maďarsky Illésházy család, slovensky Iléšháziovci) byl uherský šlechtický rod, který sehrál důležitou úlohu v historii Uher v 16.–19. století. Nejstarší historické zmínky spadají do 12. století, společný původ měli s později významnou rodinou knížat Esterházyů. Své jméno odvozovali od nejstaršího sídla Illésháza (dnešní Eliášovce na Slovensku). V 16. století patřili k vůdcům protestantské opozice v Uhrách a v několika generacích se členové rodu zapojili do protihabsburských povstání. Přesto postupně v různých historických obdobích získali hraběcí titul (1600, 1631, 1678). Nejvýznamnější osobností rodu byl Štěpán I. Illesházy (1541–1609), který ve své kontroverzní politické kariéře nakonec dosáhl funkce uherského palatina. Díky sňatku a vlastním nákupům položil také základy rodového bohatství v Horních Uhrách (Trenčín). Hlavním sídlem byl původně hrad Trenčín, již v 17. století potomci přesídlili do nedalekého pohodlnějšího zámku v Dubnici nad Váhom. V 17.–19. století drželi také rozsáhlé statky na Moravě (Vsetín, Brumov). Po konverzi na katolickou víru zůstali plně loajální k Habsburkům a nadále zastávali vlivné posty ve správě Uher. Posledním potomkem rodu byl Štěpán II. (1762–1838), který jako bezdětný krátce před smrtí rozprodal rodové statky za dva milióny zlatých. Jím v roce 1838 rod vymřel po meči.

## Historie

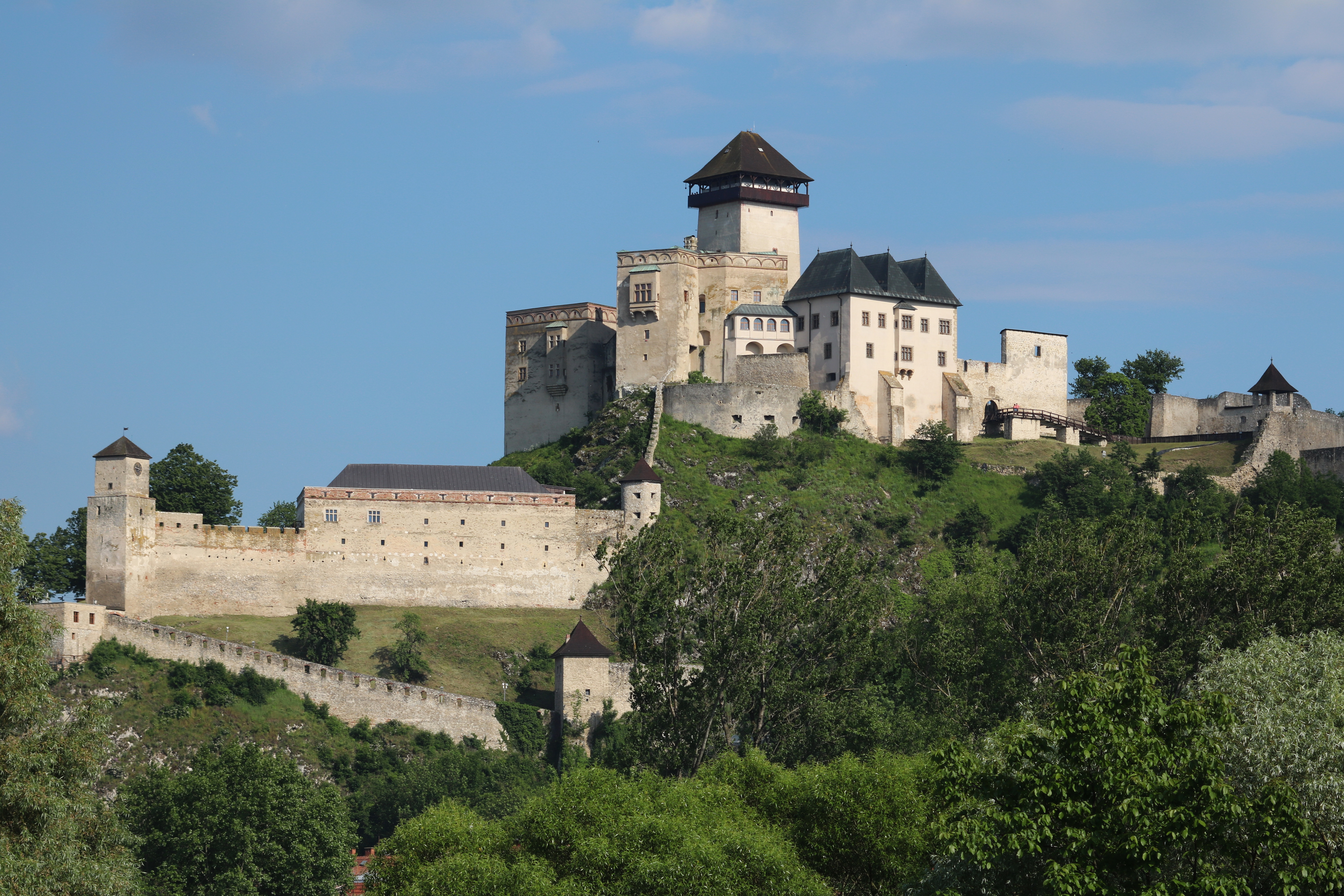
Hrad Trenčín, majetek Illesházyů 1594–1835

Nejstarší historie rodu je spojována s klanem Salomonů a první zmínky se objevují již ve 12. století, kdy se předkové připomínají v oblasti Žitného ostrova. V roce 1238 se bratři Petr a Eliáš (Illés) rozdělili o otcovský majetek, přičemž Petr se stal předkem významného rodu Esterházyů. Sledovatelný rodokmen Illesházyů začíná až v 15. století, kdy se Eliáš psal podle sídla ve Vojtechovcích (Illés de Vatta, obec Illesháza/Eliášovce, dnes součást obce Nový Život). Jeho syn Michal již užíval predikát de Illesháza. Michalův syn Jiří zasedal na uherském zemském sněmu a měl dva syny. Starší Jiří padl v bitva u Moháče, další potomstvo měl mladší Tomáš (1520–1559), který zastával úřad podžupana prešpurské župy a později byl královským pokladníkem. Z potomstva Tomášova staršího syna Františka pocházela tzv. prešpurská větev, která sídlila na zámku Rohovce ze 16. století obohaceného později hodnotnou zahradní architekturou. Z této linie byli v roce 1649 bratři Tomáš (Támás) a František (Ferenc) povýšeni na barony. František padl jako císařský důstojník v bitvě u Parkány proti Turkům (1683) a jeho syn Mikuláš adopcí spojil majetky obou větví.

### Štěpán I. Illesházy

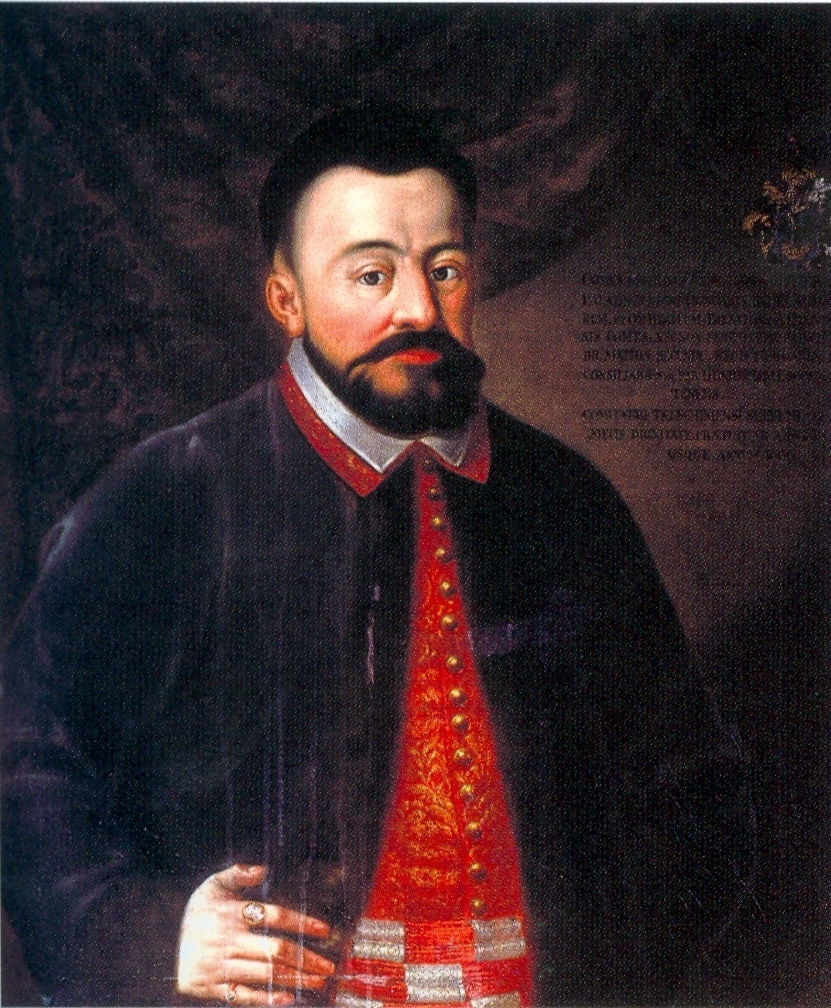
Hrabě Štěpán I. Illesházy (1541–1609)

Zakladatelem mocenského a majetkového vzestupu rodu byl Tomášův nejmladší syn Štěpán I. (István, 1541–1609). V mládí se uplatnil jako voják, později patřil k předákům protestantské opozice v Uhrách, přesto byl povýšen na barona (1587) a hraběte (1600). Nakonec se dostal do sporu s Rudolfem II. a po obžalobě z urážky majestátu byl odsouzen k trestu smrti a konfiskaci majetku. Život i statky sice uchránil, ale uprchnul do Polska. Později se připojil k Bočkajovu povstání, v jehož závěru se uplatnil jako diplomat. Diplomatické schopnosti uplatnil i při uzavření Žitavského míru s Osmanskou říší. Na konci života dosáhl úřadu uherského palatina (1608–1609). Díky sňatku s Kateřinou Krušičovou, rozenou Pálffyovou (1542–1616), získal obrovský majetek v Horních Uhrách zahrnující šest hradů (Čabraď, Sitno, Likava) a několik velkých panství (Stupava, Šurany, Bánovce nad Bebravou, Pezinok, Svätý Jur). V roce 1597 získal jako zástavní držitel hrad Trenčín a o tři roky později jej za více než 100 000 zlatých vykoupil do dědičného vlastnictví. Některá panství se po Štěpánově úmrtí stala jako zástavní majetek zpět majetkem koruny nebo dalších rodů. Bánovce nad Bebravou byly administrativně začleněny do trenčínského panství, pozdější Illesházyové je ale často postupovali jako zástavní držbu různým majitelům často z řad církve. Trenčínský hrad se měl stát hlavní rodovou rezidencí a na přelomu 16. a 17. století zde proběhly rozsáhlé stavební úpravy. Jako věřitel Pernštejnů získal i majetek na Moravě (Tovačov, později Hodonín) a obdržel moravský inkolát. Jednalo se ale o krátkodobé akvizice, k dlouhodobému vlastnictví v Moravském markrabství se rod propracoval až o dvě generace později. Díky svým majetkům získal Štěpán I. dědičné úřady župana v Trenčínské a Liptovské župy, které členové rodu vykonávali až do 19. století.

### Illesházyové v 17. a 18. století

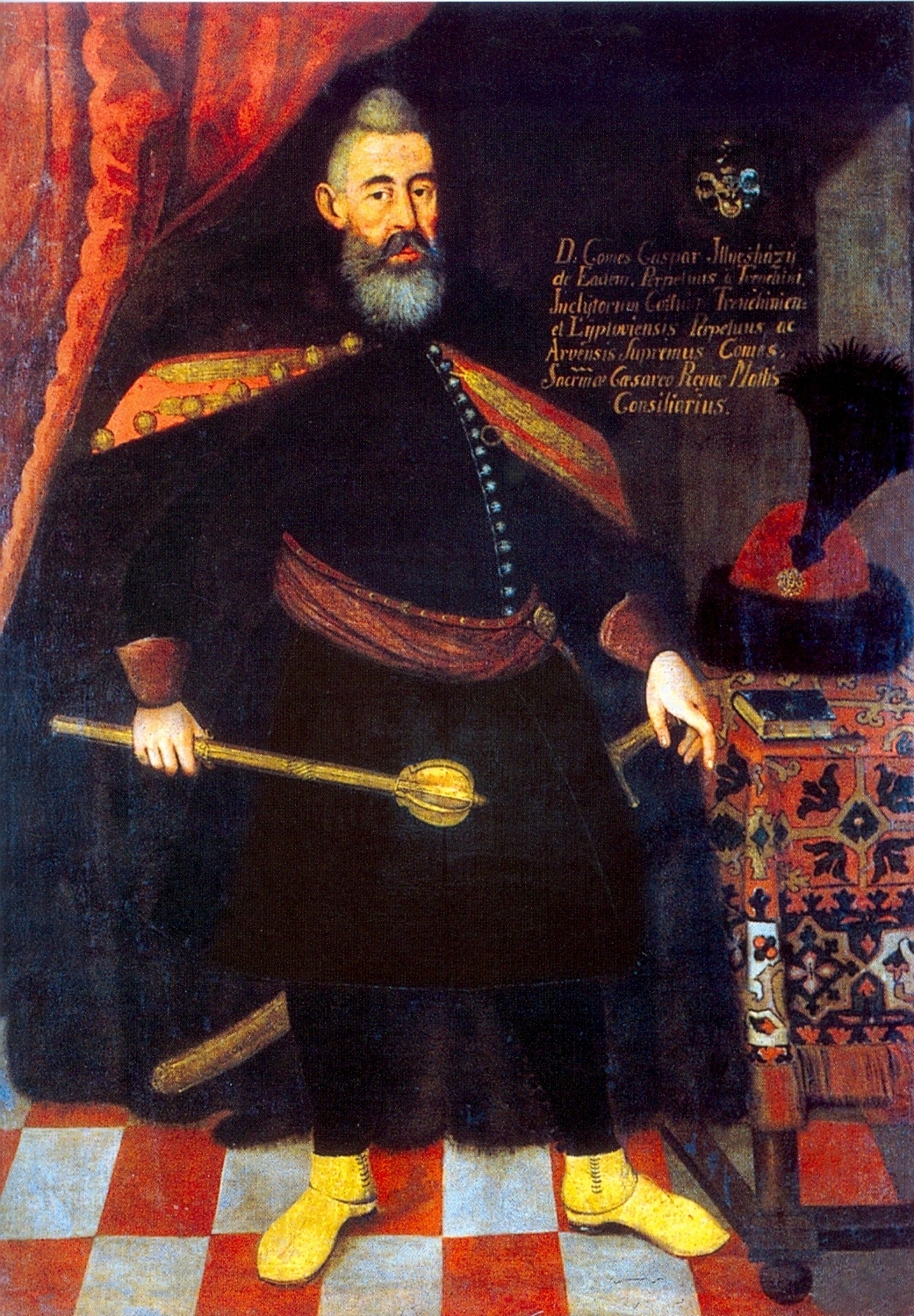
Hrabě Kašpar Illesházy (1593–1648)

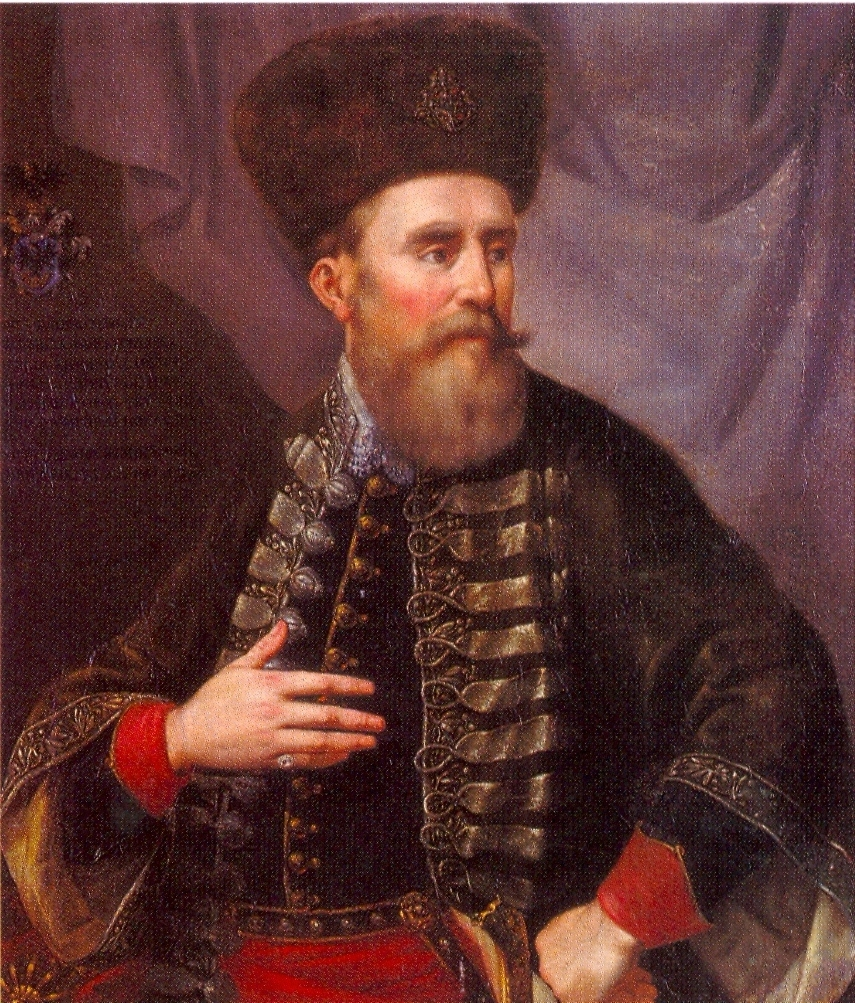
Hrabě Gabriel Illesházy (1623–1667)

Po bezdětném Štěpánovi se dědicem jeho majetku i úřadů trenčínského a liptovského župana stal jeho synovec Kašpar (Gáspár, 1593–1648). Ten byl v rodinné tradici protestantem a odebral katolické církvi farní kostel Narození Panny Marie v Trenčíně, kde nechal zřídit rodinnou hrobku. Připojil se k povstání Gabriela Betlena a se svými vojáky pronikl na Moravu, mimo jiné obsadil hrad Brumov, který se o generaci později stal majetkem jeho potomků. Nakonec ale přešel do služeb Habsburků, v roce 1627 byl amnestován, získal úřad císařského komorníka a v roce 1631 byl i se svými syny povýšen do hraběcího stavu. Na hradě Trenčín v té době pobývala prakticky již trvale vojenská posádka, Kašpar proto přesunul své hlavní sídlo do nově postaveného zámku v Dubnici nad Váhom. V Trenčíně si nechal postavit palác na náměstí u Horní brány (později tzv. Župní dům, dnes sídlo Trenčínského muzea). Kromě toho vlastnil i dům v Prešpurku, dnešní Ilešháziho palác ale vznikl až v 18. století. Byl ženatý s Helenou Thurzovou, dcerou palatina Jiřího Thurzy, a díky tomu mimo jiné získal také post oravského dědičného župana. Z manželství se narodilo sedm dětí, pokračovateli rodu byli synové Gabriel a Jiří.

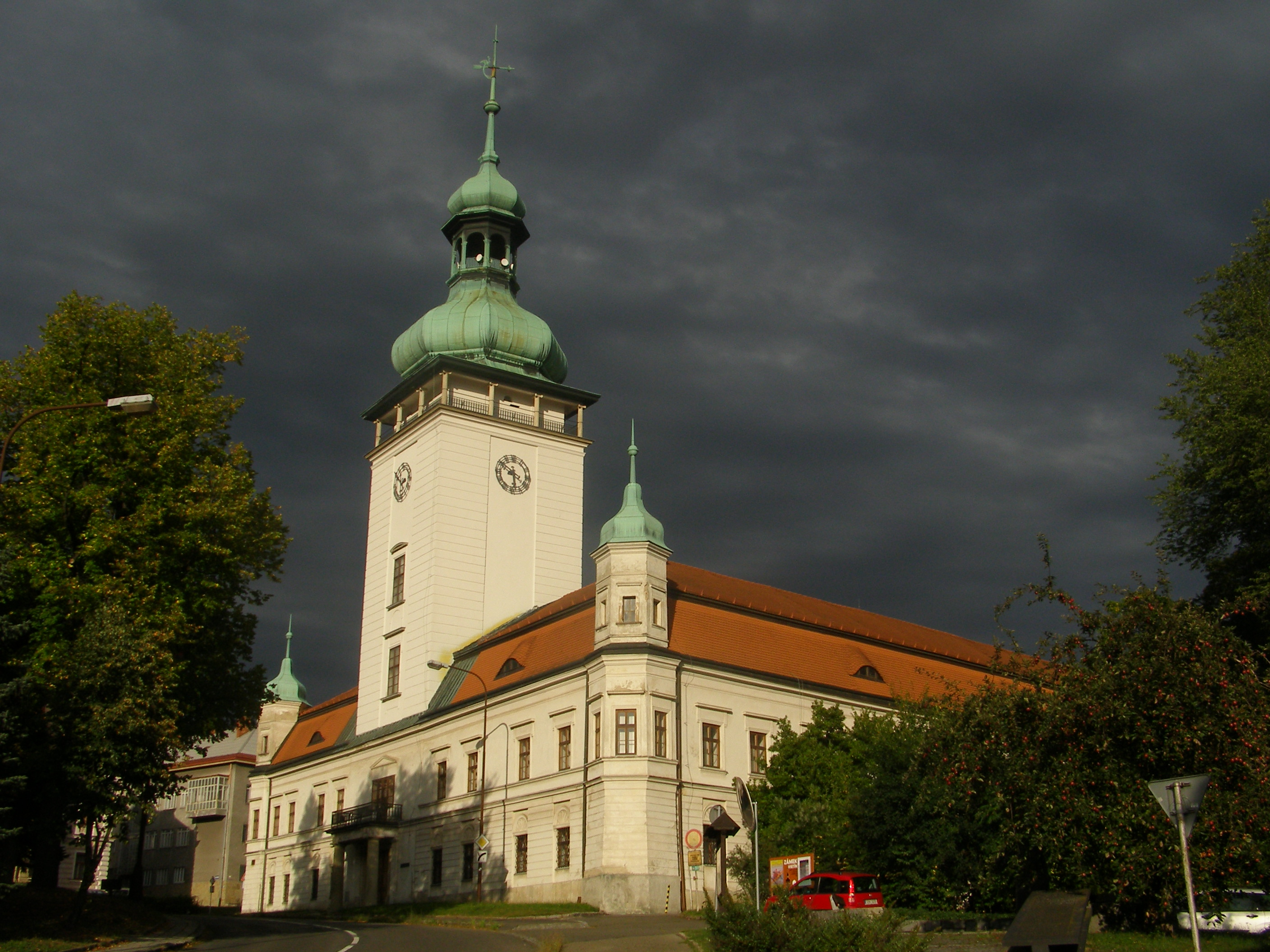
Zámek Vsetín, majetek Illesházyů 1652–1827

Kašparův starší syn Gabriel (Gábor, 1623–1667) měl vznětlivou povahu, zapojil se do vzpoury Jiřího Rákócziho, později se přidal k Habsburkům, ale kvůli nevyzpytatelným politickým postojům a několikeré změně víry neměl důvěru na žádné straně. Díky svému velkému majetku ale až do předčasného úmrtí patřil k vlivným osobnostem uherské šlechtické společnosti. Vedl majetkové spory se svým mladším bratrem Jiřím, který nakonec po Gabrielově smrti zdědil všechny rodové statky, protože Gabriel neměl děti, i když byl třikrát ženatý. Mladší Kašparův syn Jiří (György, 1625–1689) získal sňatkem s Marií Forgáchovou část panství Brumov na Moravě. Na brumovském panství vládly tehdy složité majetkoprávní poměry, celek byl rozdělen na pět dílů a Jiří Illesházy v té době vlastnil nejmenší část. V roce 1652 rozšířil majetek na Moravě zakoupením panství Vsetín, kde později přistoupil k úpravám zámku. Za Vsetín zaplatil 96 000 zlatých, kvůli nedodržení podmínek kupní smlouvy ze strany prodávajícího však vedl dalších deset let soudní spor s předchozím majitelem Mikulášem Pázmánym. Na Vsetínsku zahájil kolonizaci neobydlených území a název obce Halenkov založené v roce 1654 odkazuje na jméno Jiřího dcery Heleny, provdané Esterházyové. Jiří dlouhodobě zastával funkci nejvyššího stolníka v Uherském království (1659–1689), byl také dědičným trenčínským a liptovským županem. I když původně patřil k oporám habsburské politiky a rekatolizace v Uhrách, později se přidal k Thökölyho povstání a formou vyhnanství nakonec dožil v ústraní na zámku ve Vsetíně. Ani Jiří neměl potomstvo a v roce 1678 adoptoval synovce svého bratrance Františka, Mikuláše, kterému zároveň zajistil hraběcí titul.
Jiřího nástupce Mikuláš (Miklós, 1653–1723) byl v roce 1678 povýšen do hraběcího stavu a na rozdíl od předků byl již plně loajální k Habsburkům. Díky tomu dosáhl vysokých funkcí ve státní správě a nakonec byl v letech 1705–1723 uherským dvorským kancléřem. V této funkci prosadil v roce 1722 na uherském sněmu přijetí pragmatické sankce. Mikuláš ve své osobě spojil majetky trenčínské a prešpurské větve rodu, kromě toho od roku 1675 vlastnil panství Érd poblíž Budapešti. Sňatkem s Alžbětou Balassovou z Gyarmatu získal polovinu Košeckého panství v sousedství Dubnice nad Váhom. V Dubnici po poškození zámku v době Rákócziho povstání začal budovat novou honosnou rezidenci. Kvůli požáru nechal po roce 1708 přestavět také zámek ve Vsetíně. K dalšímu rozšíření majetku došlo za Mikulášova syna Josefa (József, 1700–1766), kterému se podařilo od Orsini-Rosenbergů koupit za 188 000 zlatých největší podíl na panství Brumov a dosáhl tak největšího pozemkového vlastnictví rodu na Moravě. Panství Brumov však ani tehdy nemělo původní rozsah z 16. století a nadále bylo rozděleno na tři části, Illesházyům patřily tři pětiny celku. V této době došlo k rozvoji lázní Trenčianské Teplice, kde byl po roce 1740 postaven zámek poskytovaný mimo jiné jako ubytování pro lázeňské hosty. Mimoto dokončil výstavbu nové rezidence v Dubnici nad Váhom, kde v parku vznikla proslulá oranžerie, hodnotný francouzský park a také menší zoologická zahrada. Josef zastával řadu funkcí a proslul na uherském sněmu v roce 1741, kde podpořil Marii Terezii, která žádala uherskou šlechtu o pomoc ve válce o rakouské dědictví. Josef byl nakonec nejvyšším sudím Uherského království (curialis comes or iudex curiae regiae, 1759-1765) a za zásluhy obdržel Řád sv. Štěpána.

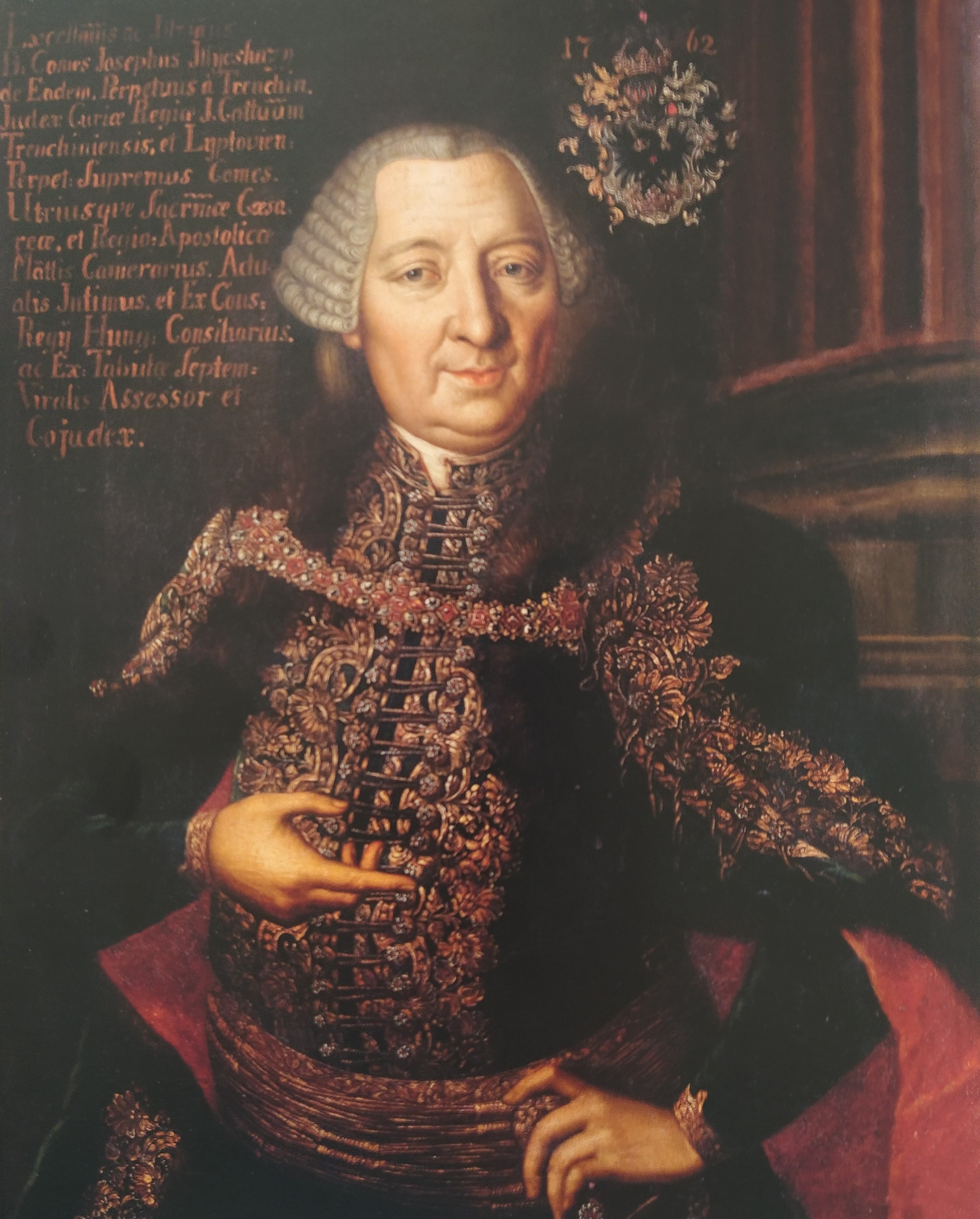
Hrabě Josef Illesházy (1700–1766), nejvyšší zemský sudí Uherského království (1759–1765)

Pokračovatelem rodu byl Josefův syn Jan Křtitel (1737–1799), který byl císařským tajným radou, komořím, županem trenčínské a liptovské župy, otcova vlivu ale nedosáhl. Vztahy s císařským dvorem se navíc zhoršily poté, co se Jan Křtitel zařadil mezi přední odpůrce josefínských reforem a z titulu své funkce župana nechal veřejně pálit císařovy reformní dekrety. Věnoval se správě majetku, na svých statcích prosazoval moderní technologické postupy a zakládal manufaktury. Na moravských panstvích založil sklárny spolu s obcemi Sidonie a Svatý Štěpán pojmenované po manželce a starším synovi. V rodinné tradici byl také mecenášem, financoval výstavbu a opravy kostelů, podporoval také překlady významných literárních děl do slovenštiny. V Trenčíně rezignoval na podnikatelské aktivity včetně vaření piva a díky tomu došlo ke zlepšení vztahů s městem, které byly konfliktní již od počátku 17. století. S manželkou Sidonií Batthyányovou (1739–1816) měl osm dětí, z nichž se dospělosti dožili dva synové a dvě dcery. Starší Štěpán (1762–1838) byl předurčen jako dědic uherských statků, mladší Antonín (1775–1799) měl převzít Vsetín a Brumov. Antonín však krátce po otcově úmrtí padl jako důstojník ve francouzských revolučních válkách, takže všechen majetek nakonec převzal Štěpán.
Štěpán II. (1762–1838) stejně jako jeho jmenovec o dvě století dříve patřil k nejvýznamnějším členům rodu. Zastával tradičně dědičné funkce trenčínského a liptovského župana, byl dlouholetým členem uherského zemského sněmu. U císařského dvora byl komorníkem a tajným radou a v roce 1808 jako jediný z rodu získal Řád zlatého rouna. V letech 1825–1838 byl nakonec nejvyšším stolníkem Uherského království. Na svých sídlech hostil během napoleonských válek císaře Františka I. a ruského cara Alexandra. Tradičně byl také mecenášem a stál u zrodu Maďarské akademie věd. S manželkou Terezou, rozenou hraběnkou Barkóczyovou, měl jen dvě dcery, které zemřely v dětském věku. Několik nemanželských potomků měl ale s hraběnkou Terezií Gatterburgovou, která se později provdala za Karla Scharffa a děti přijaly jeho jméno.

### Rozpad majetku a vymření rodu

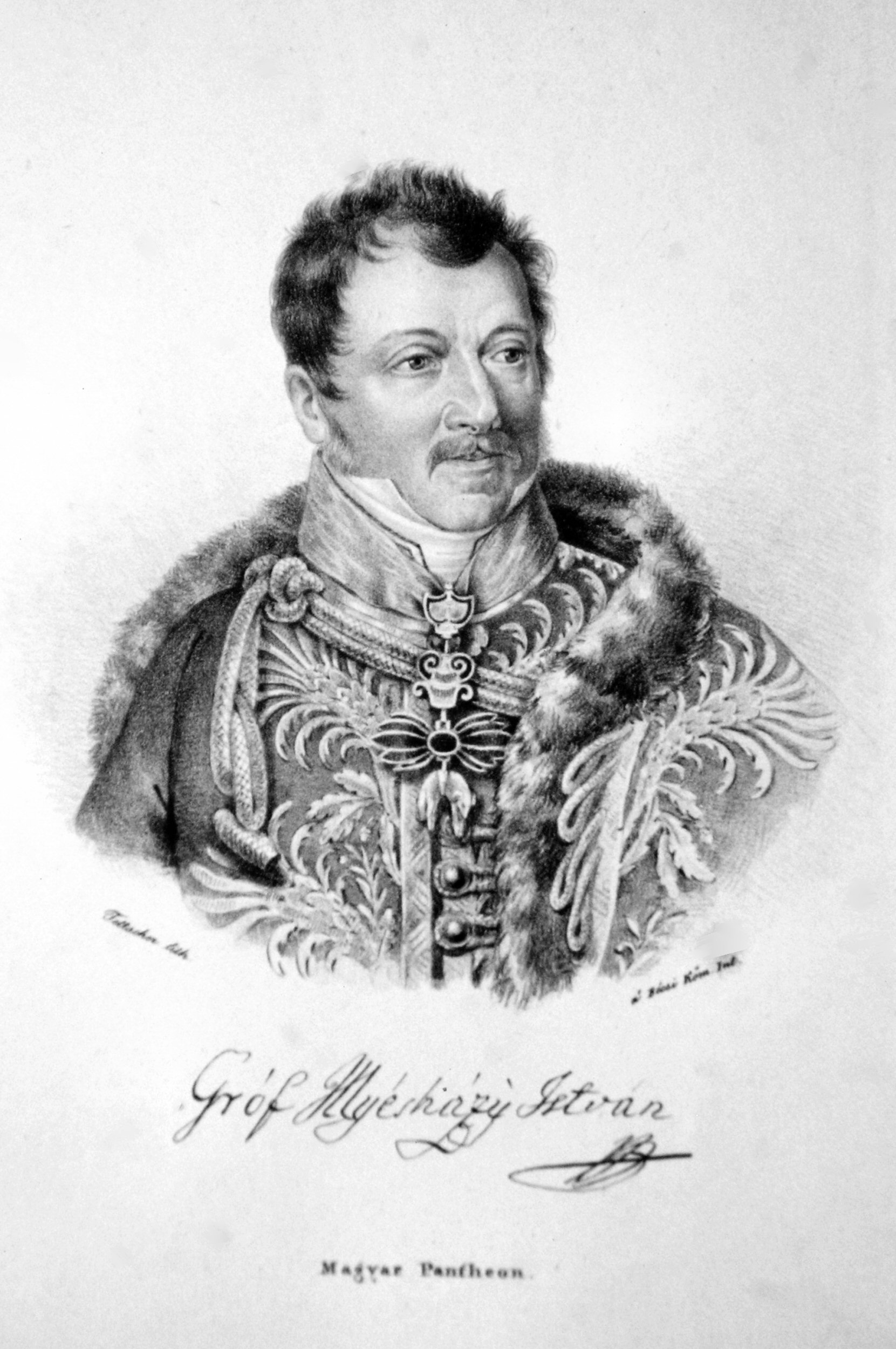
Hrabě Štěpán II. Illesházy (1762–1838) s řádem Zlatého rouna (litografie, 1830)

Štěpán II. zdědil po otci rozsáhlé majetky v Uhrách a na Moravě, kromě toho také značnou finanční hotovost a údajně také truhlu plnou zlatých cihel. Na rozdíl od svých předků ale nebyl dobrým hospodářem a během několika desetiletí nákladného života uherského magnáta se obrovsky zadlužil. V rodinné tradici byl donátorem církve, financoval také rozvoj lázní v Trenčianských Teplicích a rozdával dary příbuzným a přátelům. V neposlední řadě byl dobrodincem chudých a prameny zmiňují dlouhé fronty před zámkem v Dubnici, kde hrabě každou neděli rozdával almužny.
Vysoké dluhy a nátlak věřitelů žádaly řešení situace, a protože Štěpán neměl legitimní potomstvo, nijak nelpěl na udržování rodového majetku a rozhodl se jej prodat. Vsetínské panství daroval v roce 1827 svým nemanželským dětem Terezii, Sidonii a Mořicovi. Po majetkovém vyrovnání se sourozenci se jediným majitelem Vsetína stal manžel Sidonie (1808–1863) Josef Wachtler (1793–1879). Krátce nato nabídl Štěpán k prodeji svá uherská panství. Chtěl je zachovat v řadách významné uherské šlechty a jednal o prodeji s rodinami Batthyányů, Zichyů nebo Koháryů, nikdo z nich ale nedisponoval požadovanou částkou dva milióny zlatých. Panství Trenčín mělo tehdy rozlohu přes 17 000 hektarů půdy, kromě trenčínského hradu a městečka Dubnica nad Váhom k němu patřilo dalších 23 vesnic, dále čtyři pivovary, osm mlýnů, dvě cihelny a četné další příslušenství. Brumovské panství zahrnovalo přes 9 000 hektarů půdy a kromě vyhořelých zřícenin hradu Brumov k němu patřilo město Valašské Klobouky a dalších 25 vesnic. Dohodu nakonec uzavřel s bankéřem Georgem Sinou (1783–1856), i když nebyl ztotožněn s tím, že majetek přebírá nešlechtic cizího původu. Georg Sina zaplatil 1 400 000 zlatých za Trenčín a Brumov, 555 000 za panství Érd u Budapešti a 207 000 za košecké panství se zámkem v Dubnici.
Jako jediný majetek si Štěpán ponechal zámek Rohovce, kde strávil poslední léta života, zemřel v Badenu u Vídně 30. července 1838 jako poslední potomek rodu Illesházyů. Na rozdíl od předků se nenechal pohřbít v Trenčíně, kde již neměl žádné vazby, ale podle poslední vůle byl pochován v nejstarším rodovém sídle v Eliášovcích. Vzácnou knihovnu a sbírku listin odkázal muzeu v Budapešti, zámek Rohovce po něm zdědili příbuzní Batthyányové.

## Erb

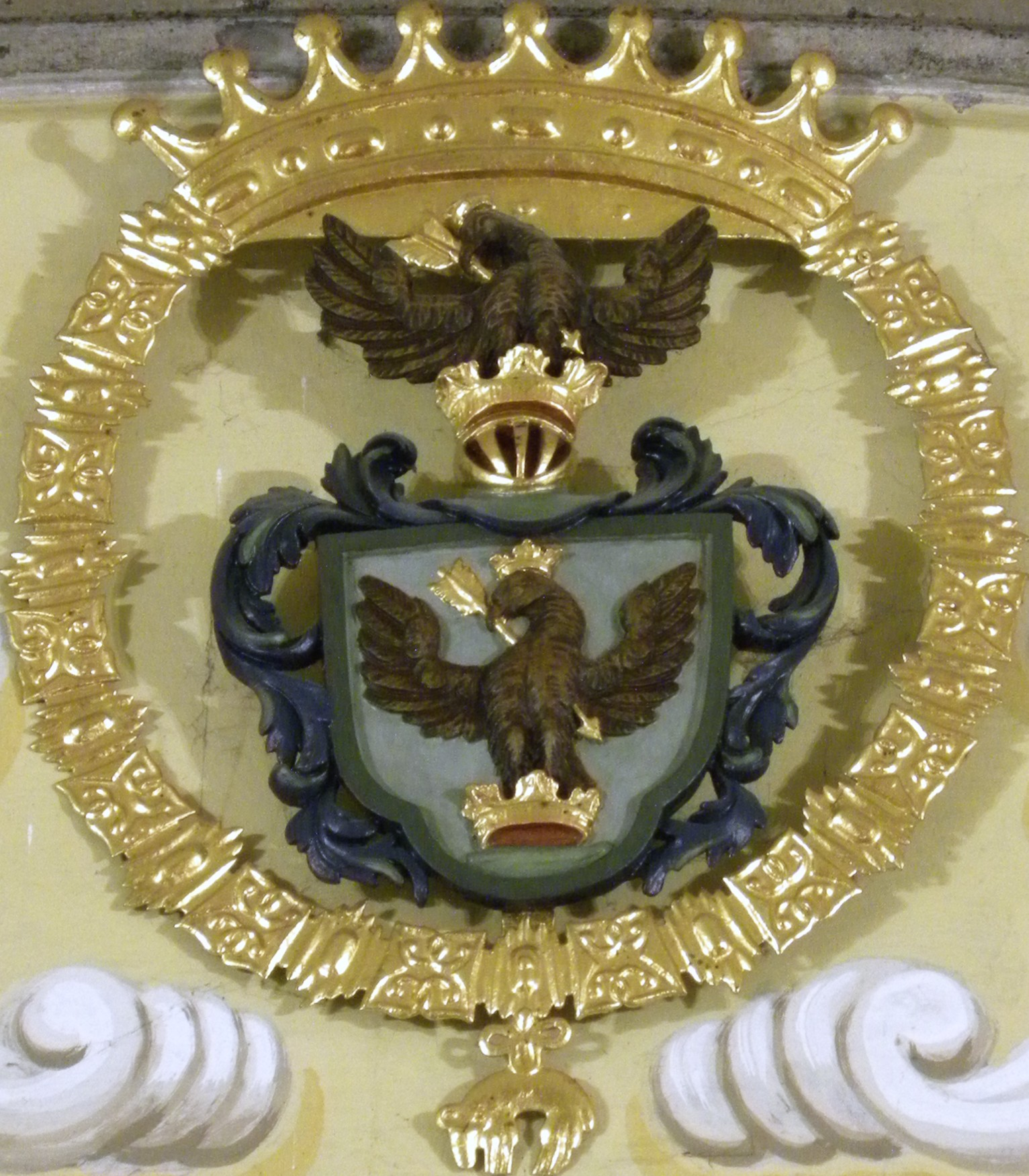
Erb Štěpána II. s dekorací Řádu zlatého rouna v kostele sv. Petra a Pavla v Eliášovcích

Nejstarší podoba rodového erbu je známá z pečeti prešpurského podžupana Tomáše Illesházyho z roku 1540. Na štítě stojí na listové koruně doprava hledící korunovaný pták s hrudí prostřelenou šípem. Z nejstarších dochovaných vyobrazení není patrný druh ptáka, pozdější heraldická literatura se přikláněla k názoru, že mohlo jít o havrana, který byl symbolem starozákonního proroka Elijáše. Stejně tak z nejstarších rodových pečetí nejsou jasné tinktury. Nejpozději od 17. století se na illesházyovském erbu objevuje černá orlice na stříbrném štítě. Erb Illesházyů je dochovaný na řadě památek na Slovensku a na Moravě. Nejčastěji publikovaný je alianční erb Štěpána I. a jeho manželky Kateřiny Pálffyové na hradě Trenčín. Dalšími aliančními znaky jsou spojené erby Josefa Illesházyho a jeho druhé manželky Terezie, rozené Abensberg-Traunové, na podstavci sochy sv. Jana Nepomuckého v Trenčianských Teplicích nebo Jana Křtitele Illesházyho a jeho manželky Sidonie, rozené Batthyányové, v Dubnici nad Váhom a v Bratislavě. Erb Illesházyů se objevuje i v místech jejich posledního odpočinku, v kostele Narození Panny Marie v Trenčíně nebo v kostele sv. Michaela Archanděla v Érdu. Na Moravě je rodový erb k vidění na několika drobných sakrálních památkách například ve Vsetíně, Halenkově, Růžďce nebo Pržně. Nejmladší heraldickou připomínkou na rod je kamenný epitaf Štěpána II., jímž rod vymřel. V kostele sv. Petra a Pavla v Eliášovcích je jeho erb zdoben dekorací Řádu zlatého rouna.

## Osobnosti
- Tomáš (1520–1559), podžupan prešpurské župy, otec Štěpána I.
- Štěpán I. (1541–1609), voják, diplomat, palatin Uherského království 1608–1609, baron 1587, hrabě 1600
- Kašpar (1593–1648), voják, diplomat, hrabě 1631
- Gabriel (1623–1667), voják, dvořan
- Jiří (1625–1689), nejvyšší stolník Uherského království
- František (†1683), voják, padl ve válce proti Turkům, baron 1649
- Mikuláš (1653–1723), uherský dvorský kancléř 1705–1723, hrabě 1678
- Josef (1700–1766), nejvyšší stolník a nejvyšší sudí Uherského království, nositel velkokříže Řádu sv. Štěpána
- Jan Křtitel (1737–1799), c. k. tajný rada, komoří
- Štěpán II. (1762–1838), c. k. tajný rada, komoří, poslanec uherského zemského sněmu, nejvyšší stolník Uherského království, rytíř Řádu zlatého rouna

## Galerie

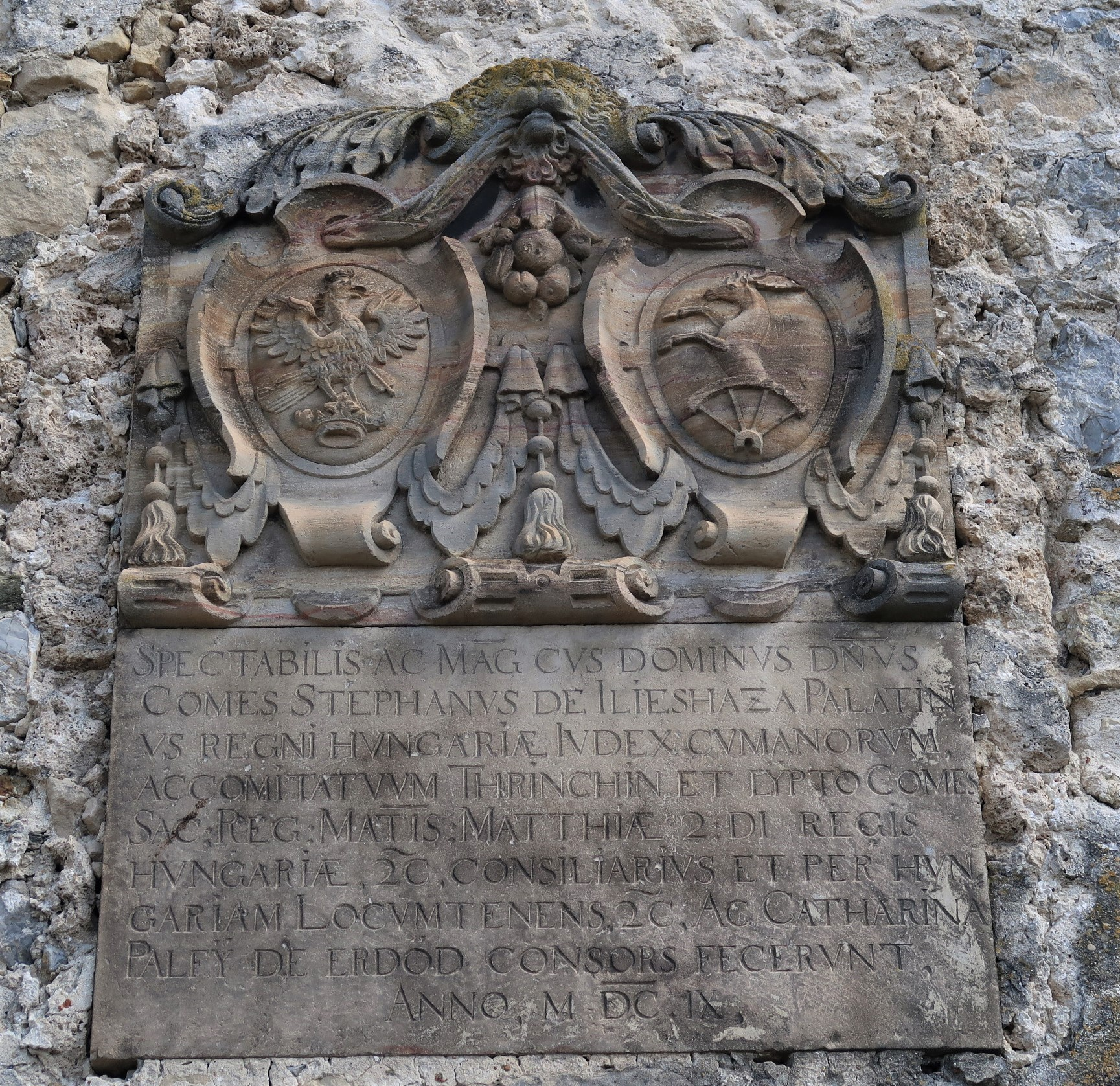
Erb Štěpána I. a jeho manželky Kataríny Pálffyové na hradě Trenčín
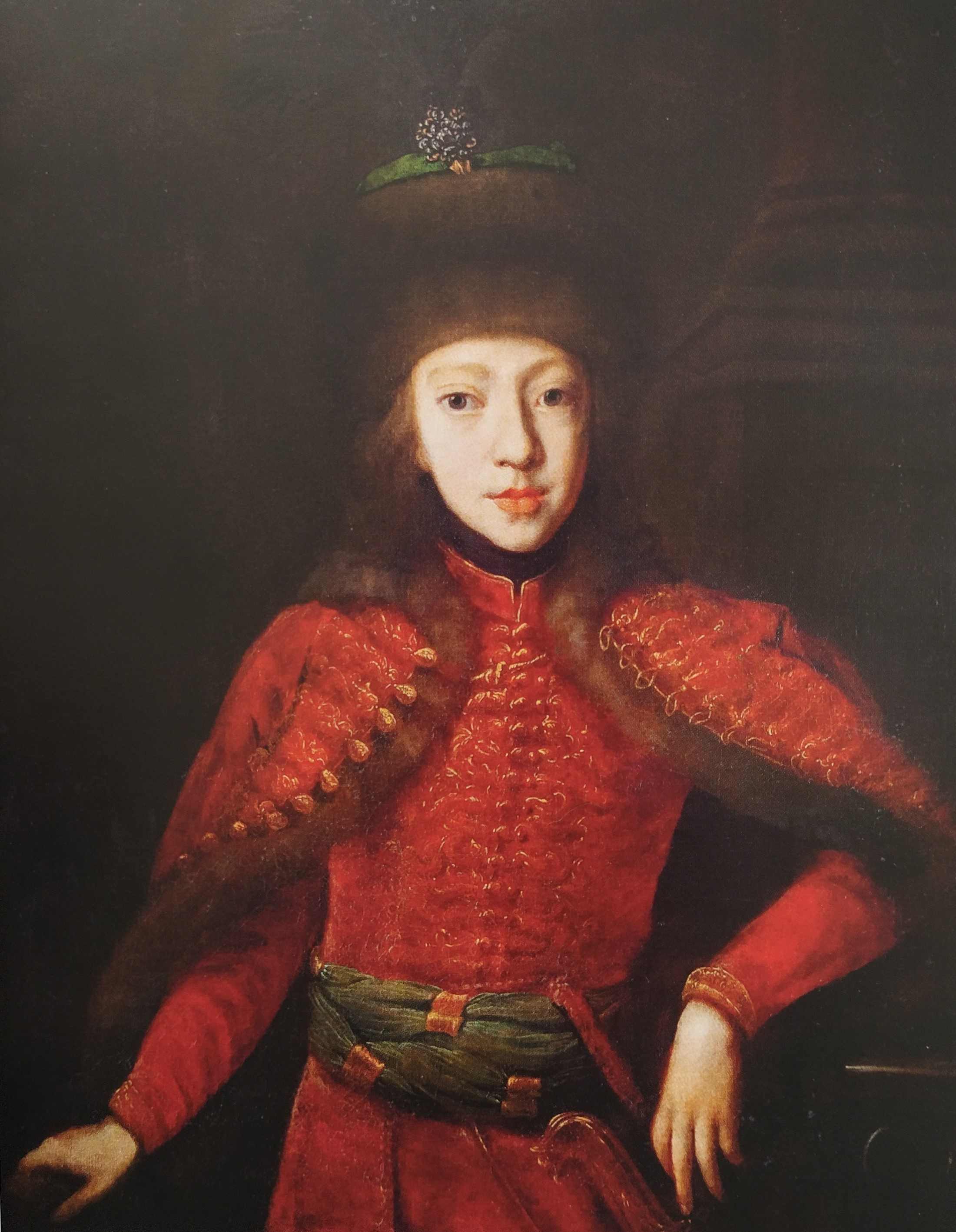
Hrabě Jiří Illesházy (1625–1689) jako patnáctiletý (1640)
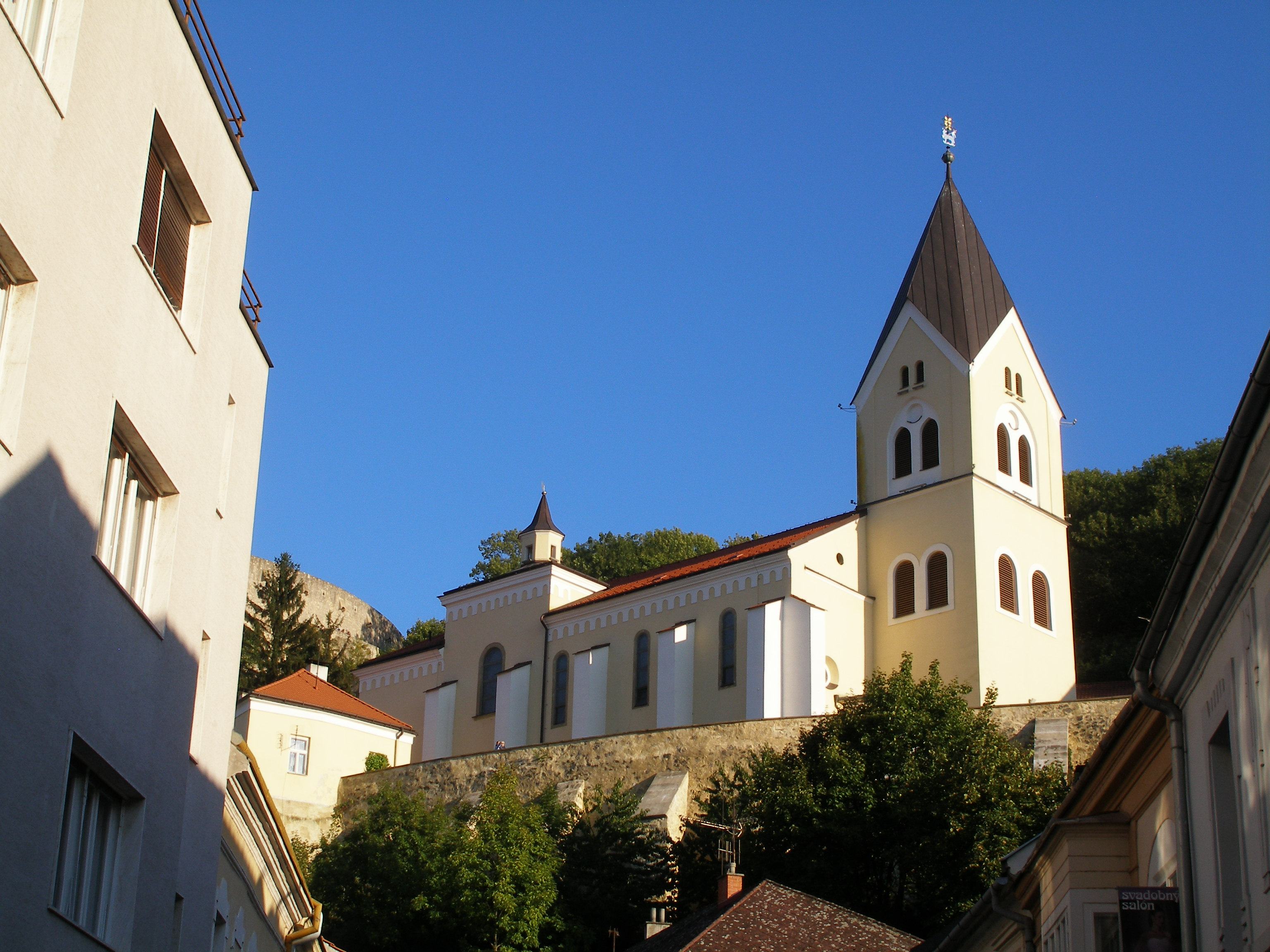
Kostel Narození Panny Marie v Trenčíně, pohřebiště rodu Illesházyů v 17. a 18. století
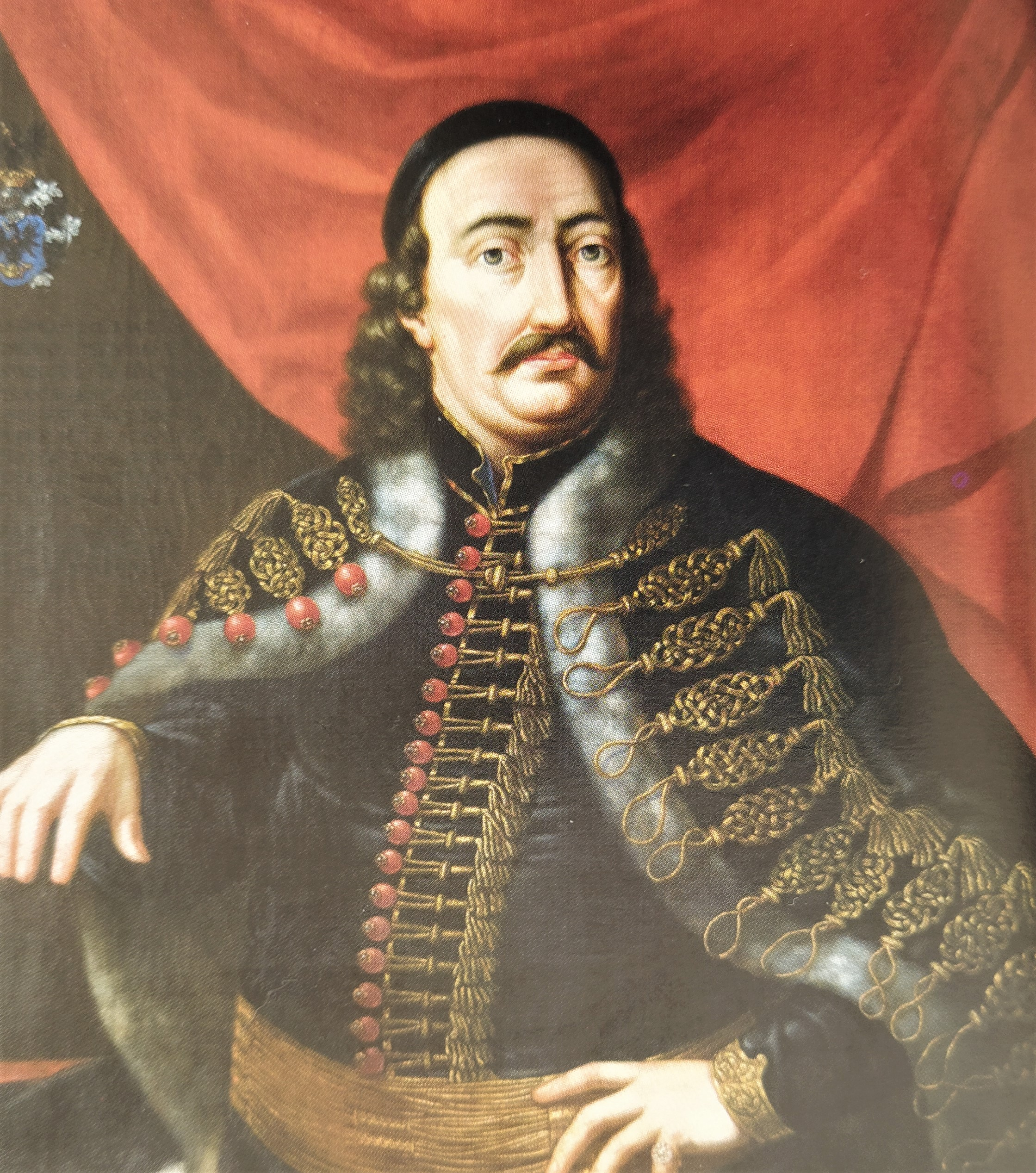
Hrabě Mikuláš Illesházy (1653–1723), uherský dvorský kancléř 1705–1723
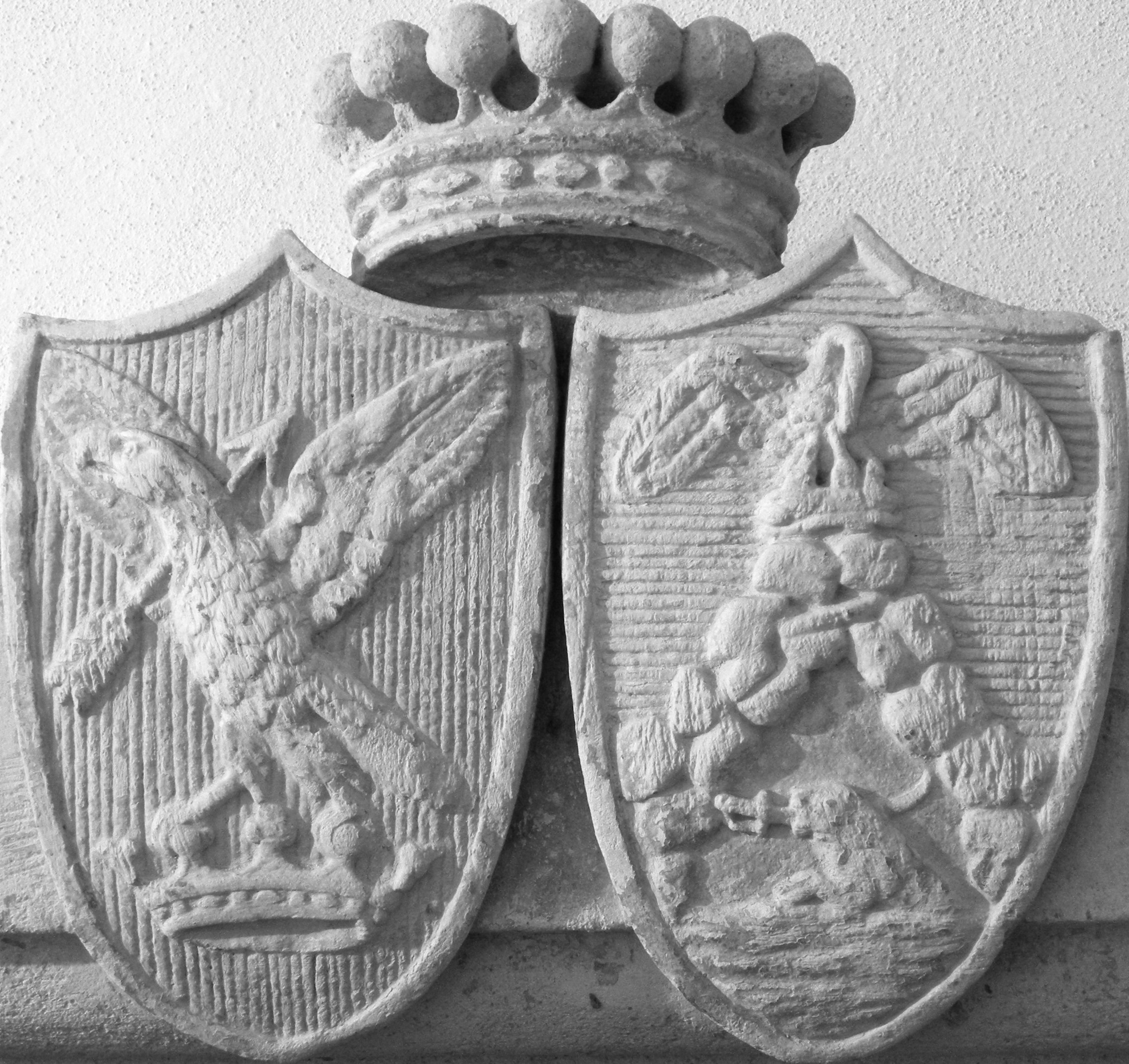
Erb Jana Křtitele Illesházyho a jeho manželky Sidonie, rozené Batthyányové, v klášteře alžbětinek v Bratislavě
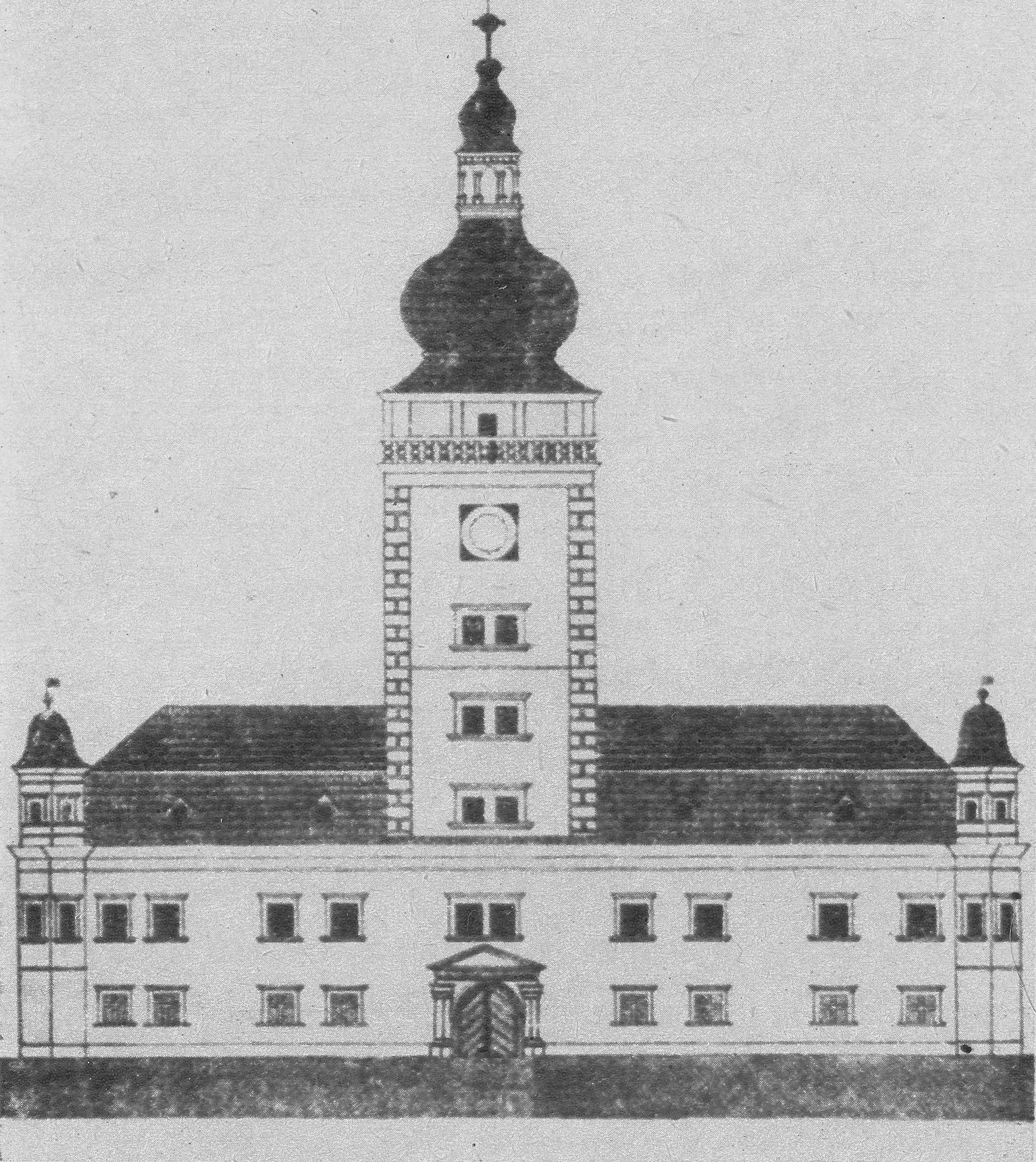
Zámek Vsetín v první polovině 19. století
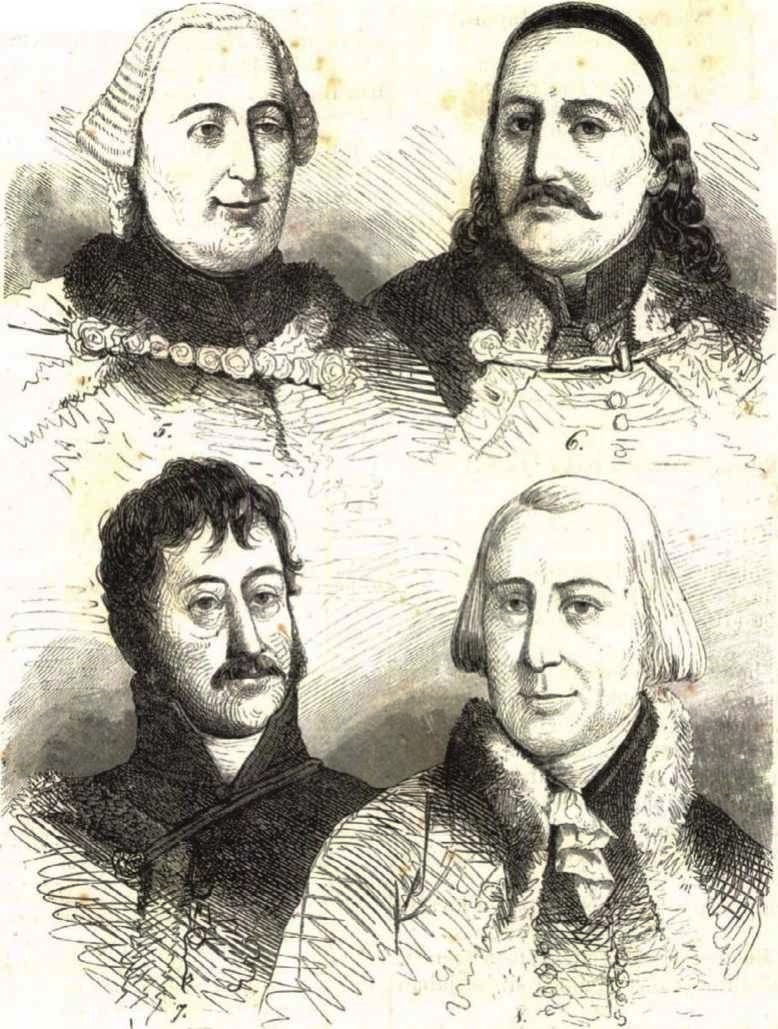
Skupinový portrét posledních čtyř generací Illesházyů (Mikuláš, Josef, Jan Křtitel a Štěpán
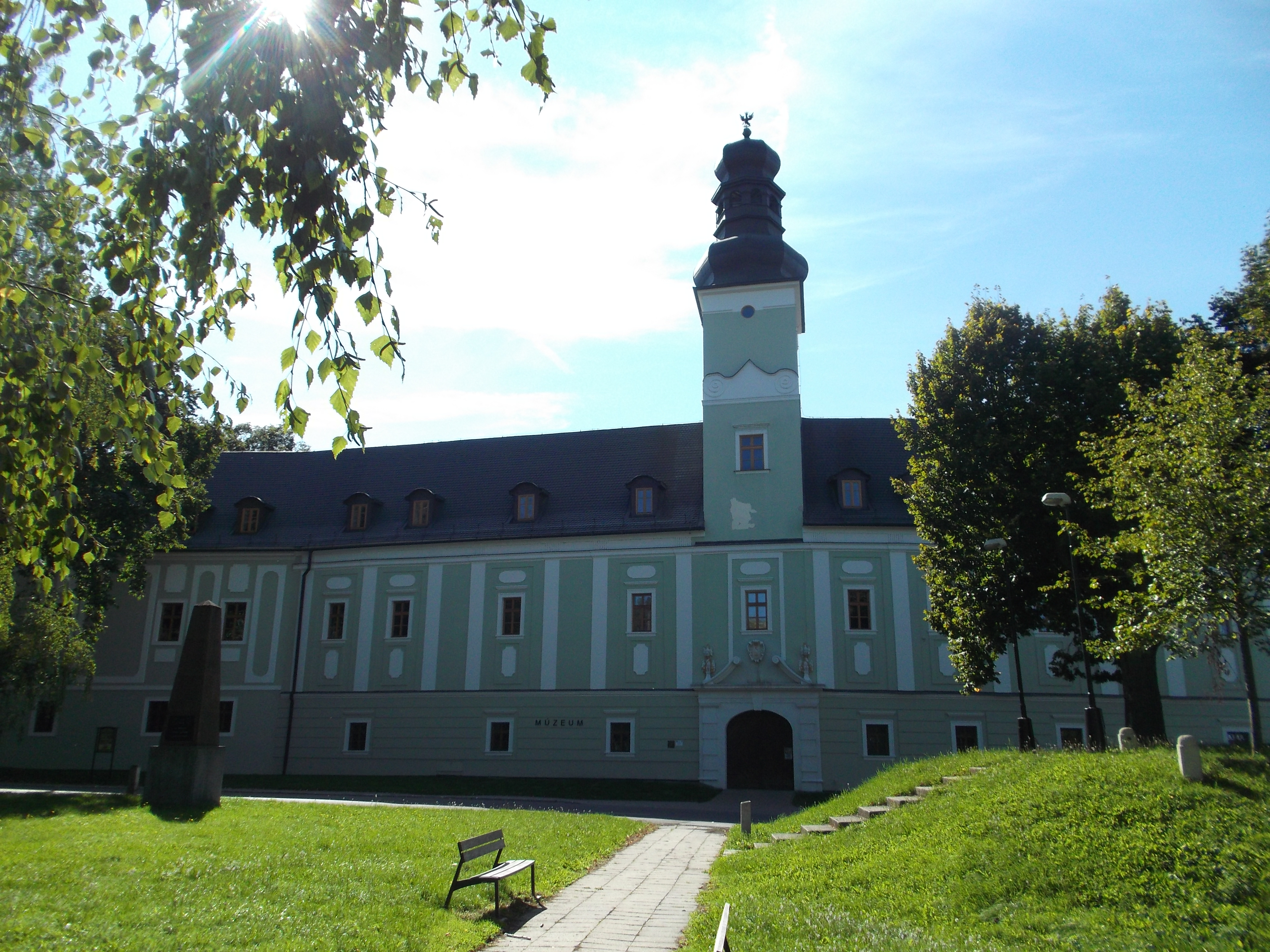
Zámek Dubnica nad Váhom
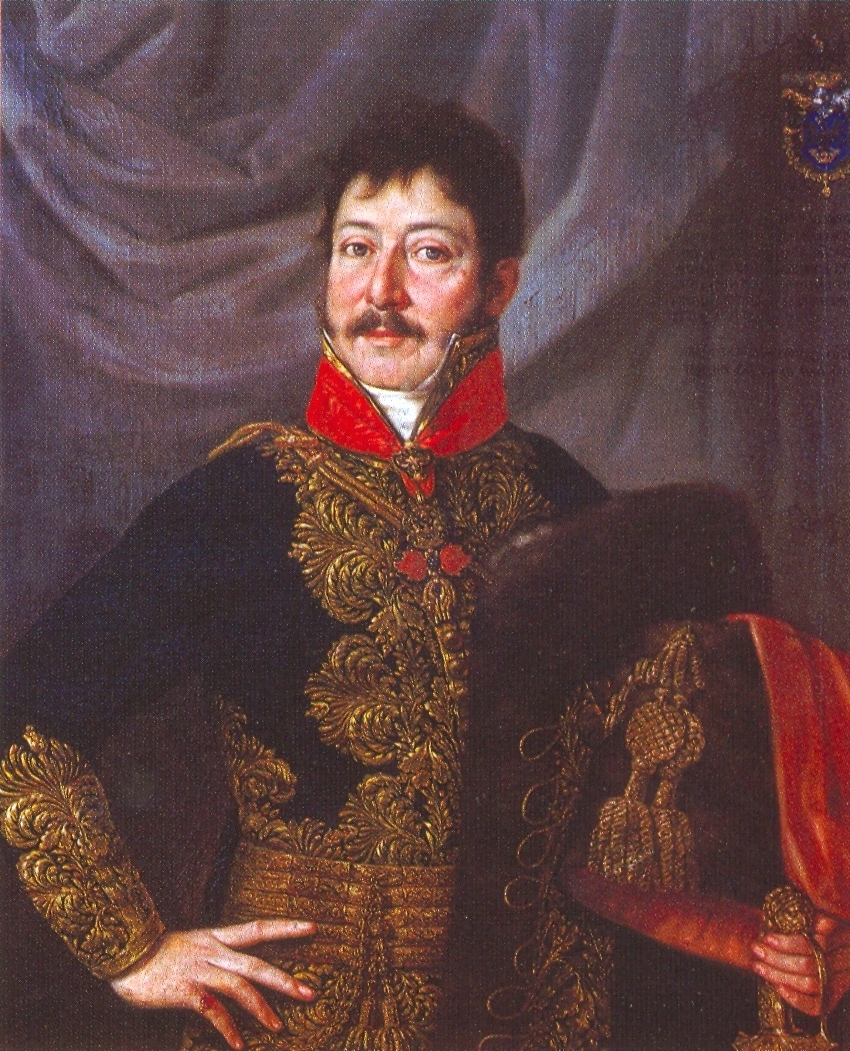
Štěpán II. Illesházy (1762–1838), poslední člen rodu
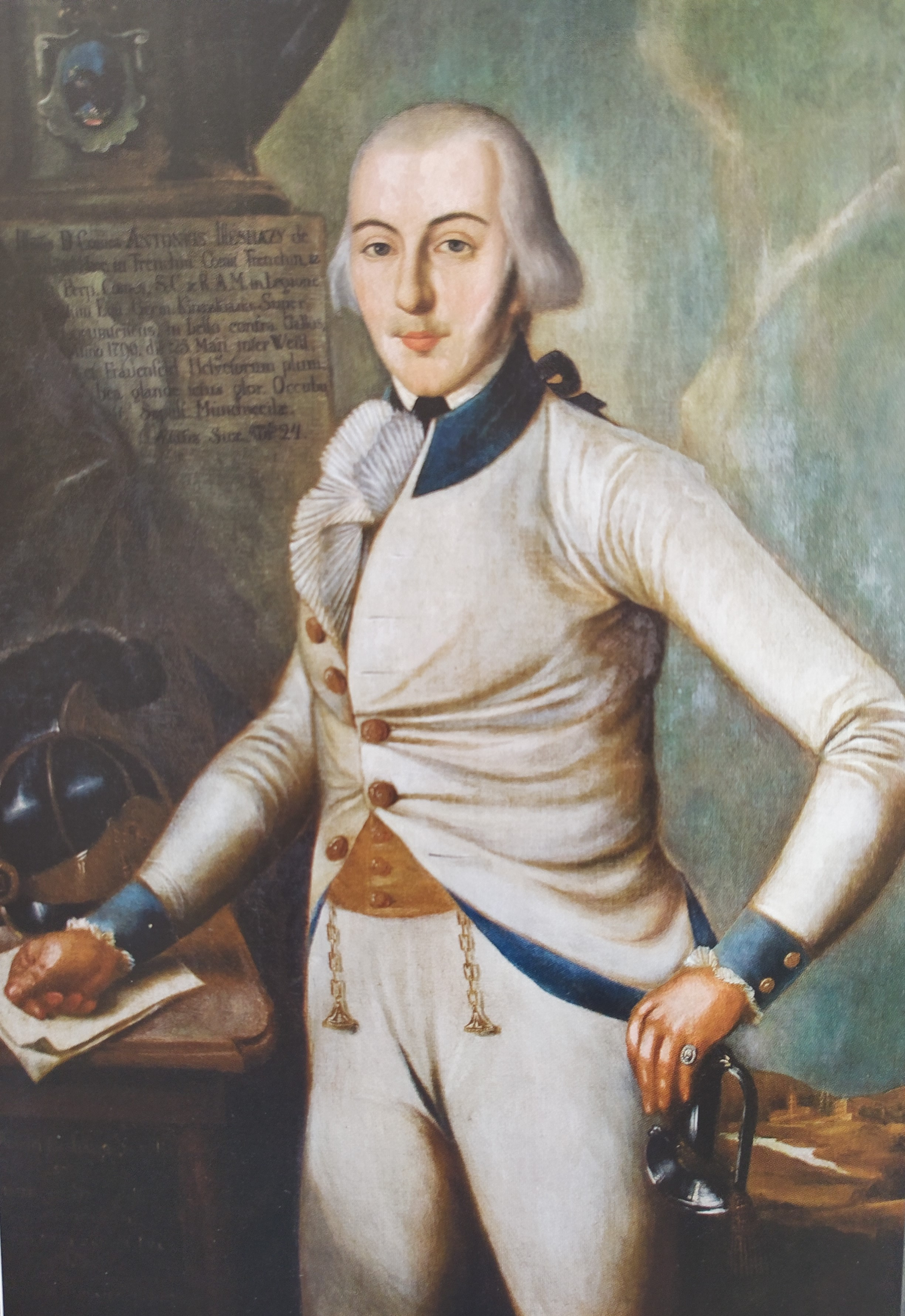
Anton Illesházy (1775–1799), mladší bratr Štěpána II.